# Dinotrema sylvestre
Dinotrema sylvestre är en stekelart som beskrevs av Vladimir Ivanovich Tobias 2003. Dinotrema sylvestre ingår i släktet Dinotrema och familjen bracksteklar. Inga underarter finns listade i Catalogue of Life.